# Hermann J. Kienast
Hermann Josef Kienast (* 14. Mai 1943 in Stätzling bei Augsburg; † 25. April 2022 in München) war ein deutscher Bauforscher.
Hermann Kienast studierte Architektur an der TU München, wo er 1970 sein Diplom erhielt. Er spezialisierte sich bei Gottfried Gruben auf antike Bauforschung, war 1971 bis 1972 dessen Assistent und wurde 1974 promoviert. 1972 wurde er Referent für Bauforschung an der Abteilung Athen des Deutschen Archäologischen Instituts, dessen zweiter Direktor er von 1987 bis zu seiner Pensionierung 2005 war. 1993 wurde er an der TU München habilitiert.
Seit seinem Studium war Kienasts Hauptforschungsgebiet die Insel Samos, hier insbesondere die Stadtmauer, der Tunnel des Eupalinos sowie das Heraion von Samos, wo er die Ausgrabungen von 1987 bis 2004 leitete. In Athen untersuchte er den Turm der Winde und publizierte mehrere Schriften hierzu.
Hermann Kienast war seit 2001 korrespondierendes Mitglied der Akademie von Athen sowie ordentliches Mitglied des Deutschen Archäologischen Instituts.

## Schriften
- Die Stadtmauer von Samos (= Samos. Bd. 15). Habelt, Bonn 1978, ISBN 3-7749-1419-2 (= Dissertation).
- mit Andreas E. Furtwängler: Der Nordbau im Heraion von Samos (= Samos. Bd. 3). Habelt, Bonn 1989, ISBN 3-7749-2377-9.
- Die Wasserleitung des Eupalinos auf Samos (= Samos. Bd. 19). Habelt, Bonn 1995, ISBN 3-7749-2713-8.
- Der Turm der Winde in Athen (= Archäologische Forschungen. Bd. 30). Reichert, Wiesbaden 2014, ISBN 978-3-95490-024-4.